# Chauvinisme han
 (novembre 2018).
Si vous disposez d'ouvrages ou d'articles de référence ou si vous connaissez des sites web de qualité traitant du thème abordé ici, merci de compléter l'article en donnant les références utiles à sa vérifiabilité et en les liant à la section « Notes et références ».
Le chauvinisme han (chinois simplifié : 大汉族主义, 汉沙文主义 ; chinois traditionnel : 大漢族主義, 漢沙文主義) ou hanisme (chinois simplifié : 汉本位 ; chinois traditionnel : 漢本位) est un terme qui est utilisé en Chine continentale et à Taïwan. Il se réfère aux personnes soutenant des opinions ethnocentristes favorisant l'ethnie han, le groupe ethnique majoritaire en Chine et à Taïwan, au détriment des groupes ethniques minoritaires, souvent dans une idée de supériorité culturelle.